# نابرابری کوشی–شوارتز
یکی از نامساوی‌های مهم و پرکاربرد در ریاضیات، نامساوی کوشی-شوارتس (به انگلیسی: Cauchy-Schwarz inequality) است که به نام‌های «نامساوی کوشی»، «نامساوی شوارتس»، «نامساوی کوشی-بونیاکوفسکی-شوارتس» و «نامساوی لاگرانژ» نیز مشهور است. علت این نامگذاری‌ها، شیوه‌های گوناگون گسترش یافتن این نامساوی به فضاهای مختلف است که در زمینه‌های مختلفی مانند جبر خطی، آنالیز ریاضی و نظریه احتمالات مطرح می‌شود. نابرابری کوشی-شوارتز به عنوان یکی از مهم‌ترین نابرابری‌های ریاضیات شناخته می‌شود و به نام آگوستین لویی کوشی و هرمن امندوس شوارتز خوانده می‌شود.

## بیان نابرابری
نابرابری کوشی-شوارتز بیان می‌کند که برای هر دو بردار دلخواه x و y در فضای ضرب داخلی داریم:
{\displaystyle |\langle x,y\rangle |^{2}\leq \langle x,x\rangle \cdot \langle y,y\rangle }
که در آن {\displaystyle \langle \cdot ,\cdot \rangle } ضرب داخلی است. هم‌چنین با گرفتن ریشه دوم طرفین و با توجه به متریک القاء شده توسط این عملگر ضرب داخلی، نامساوی به شکل زیر نوشته می‌شود:
{\displaystyle |\langle x,y\rangle |\leq \|x\|\cdot \|y\|\,}
حالت تساوی رخ می‌دهد اگر و فقط اگر x و y وابستهٔ خطی باشند.

## حالات خاص

### لم تیتو
برای لم تیتو ( همچنین بنام نامساوی برگستورم، فرم انگل یا لم T2 نیز شناخته می‌شود) داریم، برای اعداد حقیقی و مثبت داریم:
{\displaystyle {\displaystyle {\frac {\left(\sum _{i=1}^{n}u_{i}\right)^{2}}{\sum _{i=1}^{n}v_{i}}}\leq \sum _{i=1}^{n}{\frac {u_{i}^{2}}{v_{i}}}\quad \equiv \quad {\frac {u_{1}^{2}}{v_{1}}}+{\frac {u_{2}^{2}}{v_{2}}}+\cdots +{\frac {u_{n}^{2}}{v_{n}}}\geq {\frac {\left(u_{1}+u_{2}+\cdots +u_{n}\right)^{2}}{v_{1}+v_{2}+\cdots +v_{n}}}.}}
برای اثبات کافیست تا ضرب داخلی روی فضای برداری {\displaystyle \mathbb {R} ^{n}} را در نظر بگیرید و با جایگذاری {\displaystyle u_{i}'={\frac {u_{i}}{\sqrt {v_{i}}}}} و {\displaystyle v_{i}'={\sqrt {v_{i}}}} حکم نتیجه می‌شود.

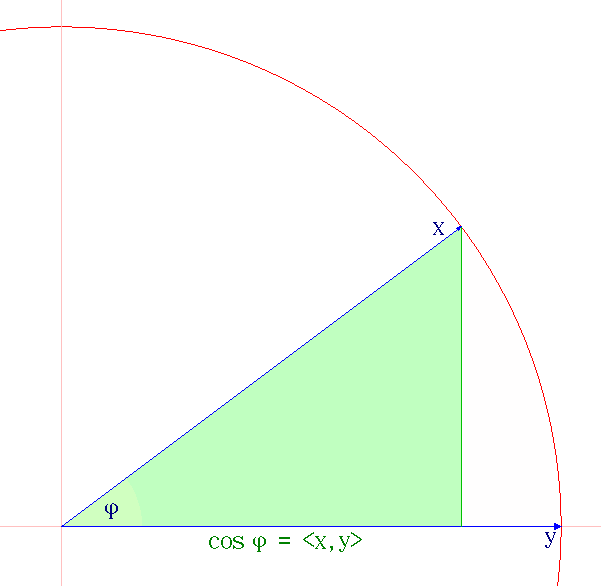
نامساوی کوشی-شوارتز در دایره واحد صفحه اقلیدسی.

### صفحه اقلیدسی (R2)
فضای برداری حقیقی {\displaystyle \mathbb {R} ^{2}}، نشان دهنده صفحه دو بعدی است که در آن ضرب داخلی همان حاصل ضرب نقطه‌ای است. اگر {\displaystyle \mathbf {v} =\left(v_{1},v_{2}\right)} و {\displaystyle \mathbf {u} =\left(u_{1},u_{2}\right)} آنگاه نابرابری کوشی-شوارتز می شود:
{\displaystyle \displaystyle \langle \mathbf {u} ,\mathbf {v} \rangle ^{2}=(\|\mathbf {u} \|\|\mathbf {v} \|\cos \theta )^{2}\leq \|\mathbf {u} \|^{2}\|\mathbf {v} \|^{2},}
که در آن θ، زاویه بین u و v است.
حالت بالا شاید ساده‌ترین شکل برای درک نابرابری باشد، زیرا مجذور کسینوس حداکثر می‌تواند ۱ باشد، که زمانی اتفاق می‌افتد که بردارها در یک جهت یا مخالف هم باشند. همچنین می توان آن را بر حسب مختصات برداری {\displaystyle u_{1},u_{2},v_{1}{\text{و}}v_{2}} تنظیم کرد:
{\displaystyle \left(u_{1}v_{1}+u_{2}v_{2}\right)^{2}\leq \left(u_{1}^{2}+u_{2}^{2}\right)\left(v_{1}^{2}+v_{2}^{2}\right),}
که در آن تساوی برقرار است اگر و فقط اگر بردار {\displaystyle \left(u_{1},u_{2}\right)} در جهت یکسان یا مخالف {\displaystyle \left(v_{1},v_{2}\right)} باشد یا اگر یکی از آنها بردار صفر است.

### فضای n-بعدی مختلط (Cn)
اگر {\displaystyle x_{1},\ldots ,x_{n}\in \mathbb {C} } و {\displaystyle y_{1},\ldots ,y_{n}\in \mathbb {C} } اعداد مختلط دلخواه باشند، و نماد بار نشان‌دهندهٔ مزدوج مختلط باشد، نابرابری را می‌توان به شکل زیر بازنویسی کرد:
{\displaystyle |x_{1}{\bar {y}}_{1}+\cdots +x_{n}{\bar {y}}_{n}|^{2}\leq (|x_{1}|^{2}+\cdots +|x_{n}|^{2})(|y_{1}|^{2}+\cdots +|y_{n}|^{2}).}

### در R
{\displaystyle \left(\sum _{i=1}^{n}u_{i}v_{i}\right)^{2}\leq \left(\sum _{i=1}^{n}u_{i}^{2}\right)\left(\sum _{i=1}^{n}v_{i}^{2}\right).}

## مراجع
1. ↑  Mitrinović, D. S.; Pečarić, J. E.; Fink, A. M. (1993). "Classical and New Inequalities in Analysis". doi:10.1007/978-94-017-1043-5. {{cite journal}}: Cite journal requires |journal= (help)
2. ↑  The Cauchy–Schwarz Master Class: an Introduction to the Art of Mathematical Inequalities, Ch. 1 by J. Michael Steele.
3. ↑  "Sedrakyan's inequality". Wikipedia (به انگلیسی). 2022-01-15.